# Lancaster (Texas)
Lancaster város az USA Texas államában, Dallas megyében. Lakosainak száma 41 275 fő (2020. április 1.).

## Népesség
A település népességének változása:

| 2010 | 36 361 |
| 2020 | 41 275 |